# Stari Ras
Stari Ras (srbsky Стари Рас, dříve známý jen jako Ras) byl jedním z nejdůležitějších měst středověkého srbského státu Raška (který se podle něj i jmenoval). Nacházel se v centrální části tohoto středověkého státu, jehož byl po jistou dobu i hlavním městem. Byl založen na přelomu 9. a 10. století, ve 13. století již byl opuštěn. Díky své výhodné strategické poloze na ostrohu nad řekou Raškou, kde se cesta z údolí rozděluje směrem do dvou průsmyků, se stal významnou křižovatkou tras mezi Jaderským mořem, Zetou, Bosnou a Kosovem.
V současnosti se zde nacházejí impozantní zříceniny a pozůstatky středověké pevnosti, kostelů, klášterů a dalších staveb. Od roku 1979 je součástí světového kulturního dědictví společně s klášterem Sopoćani, klášterem Đurđevi Stupovi a kostelem svatých apoštolů Petra a Pavla ve městě Novi Pazar.

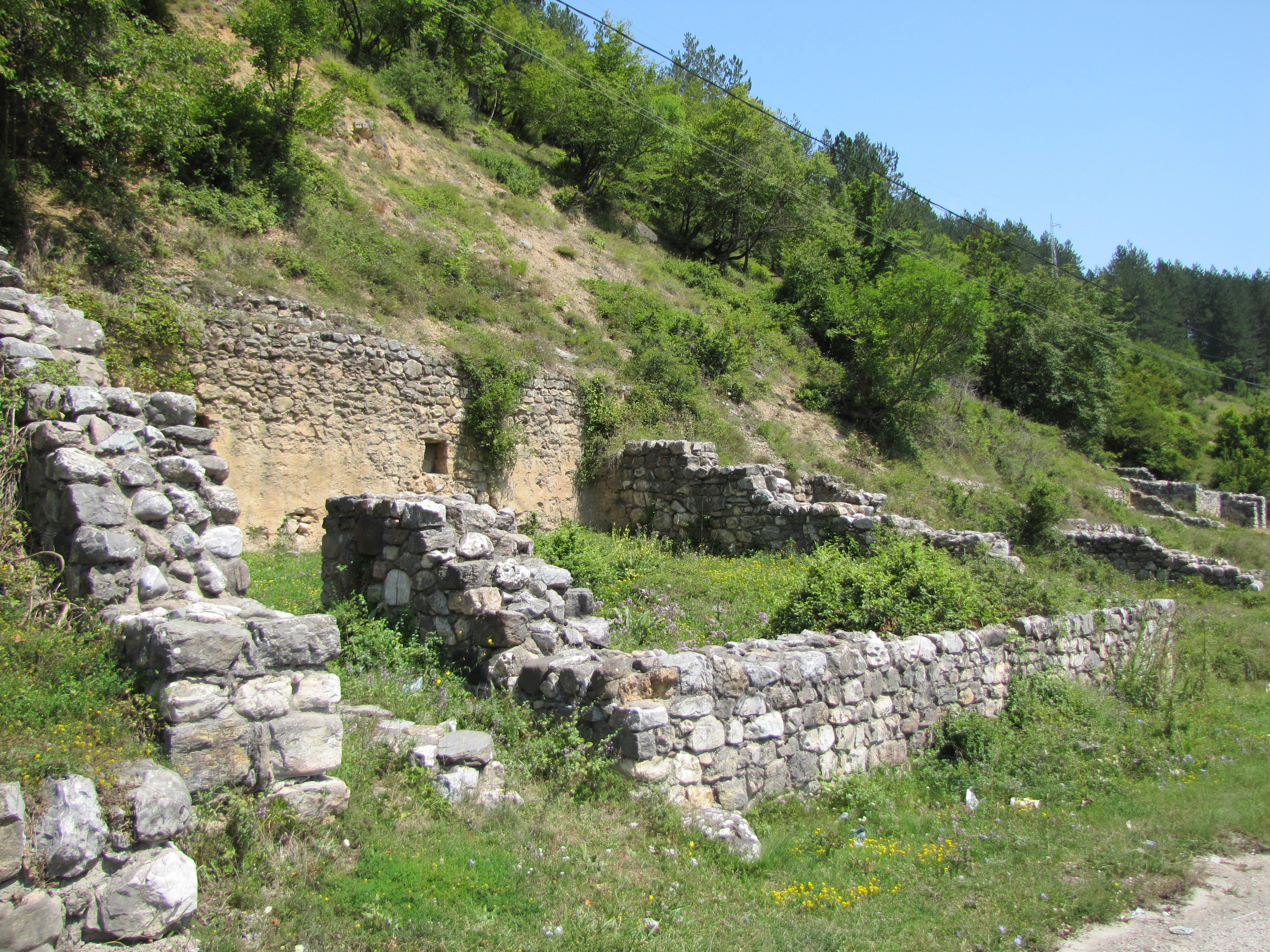
Stari Ras
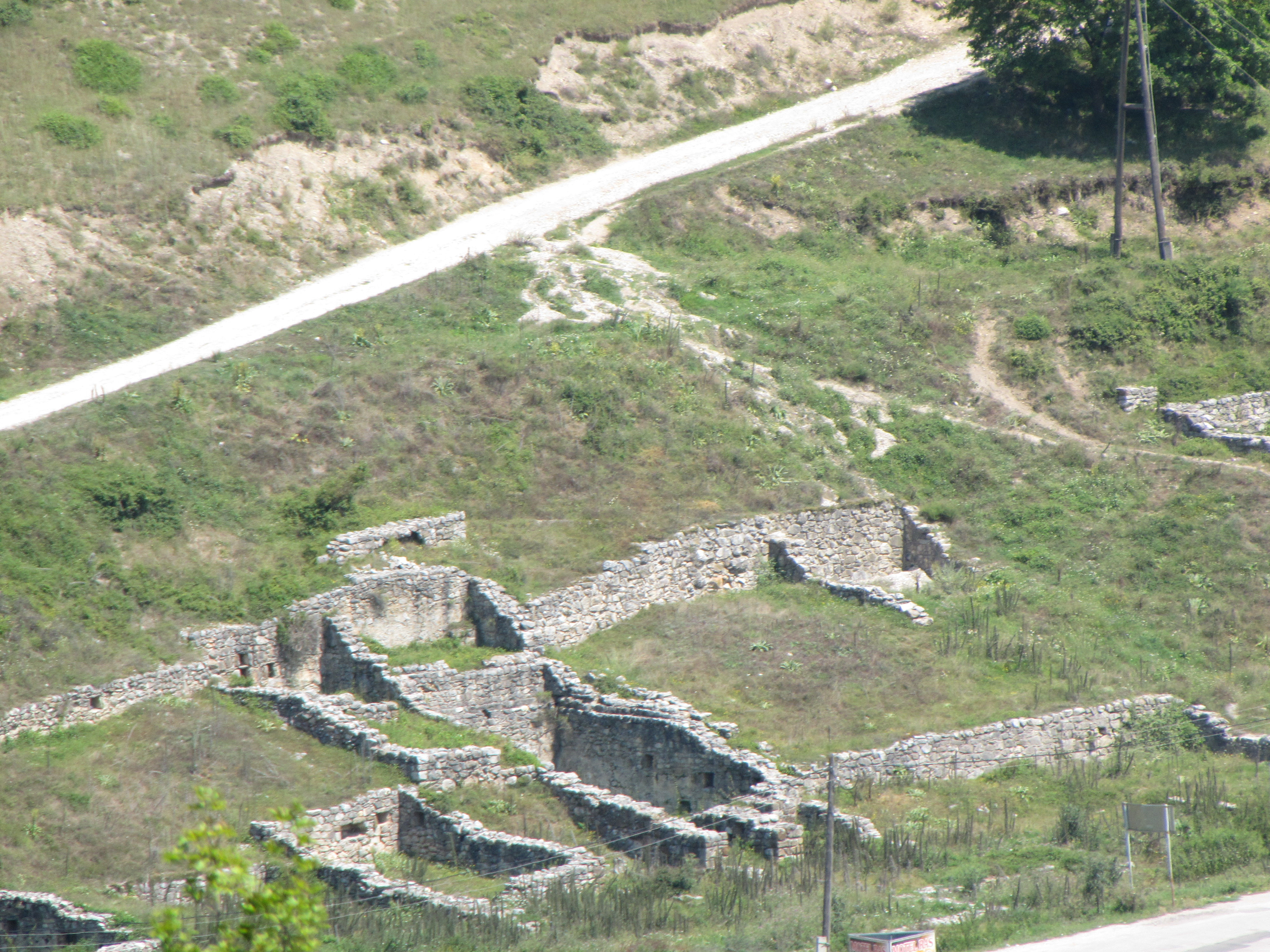
Stari Ras
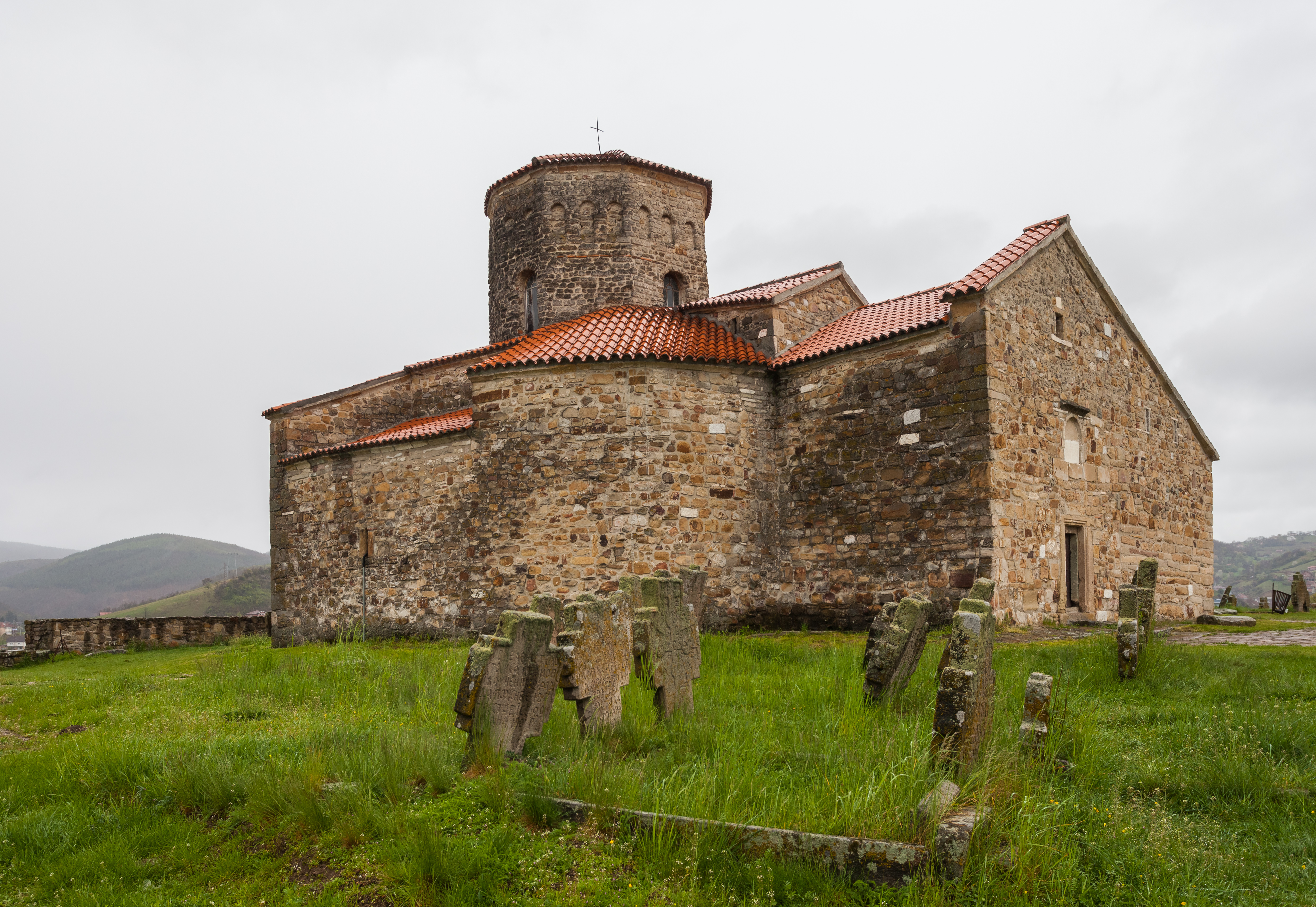
kostel sv. Petra a Pavla
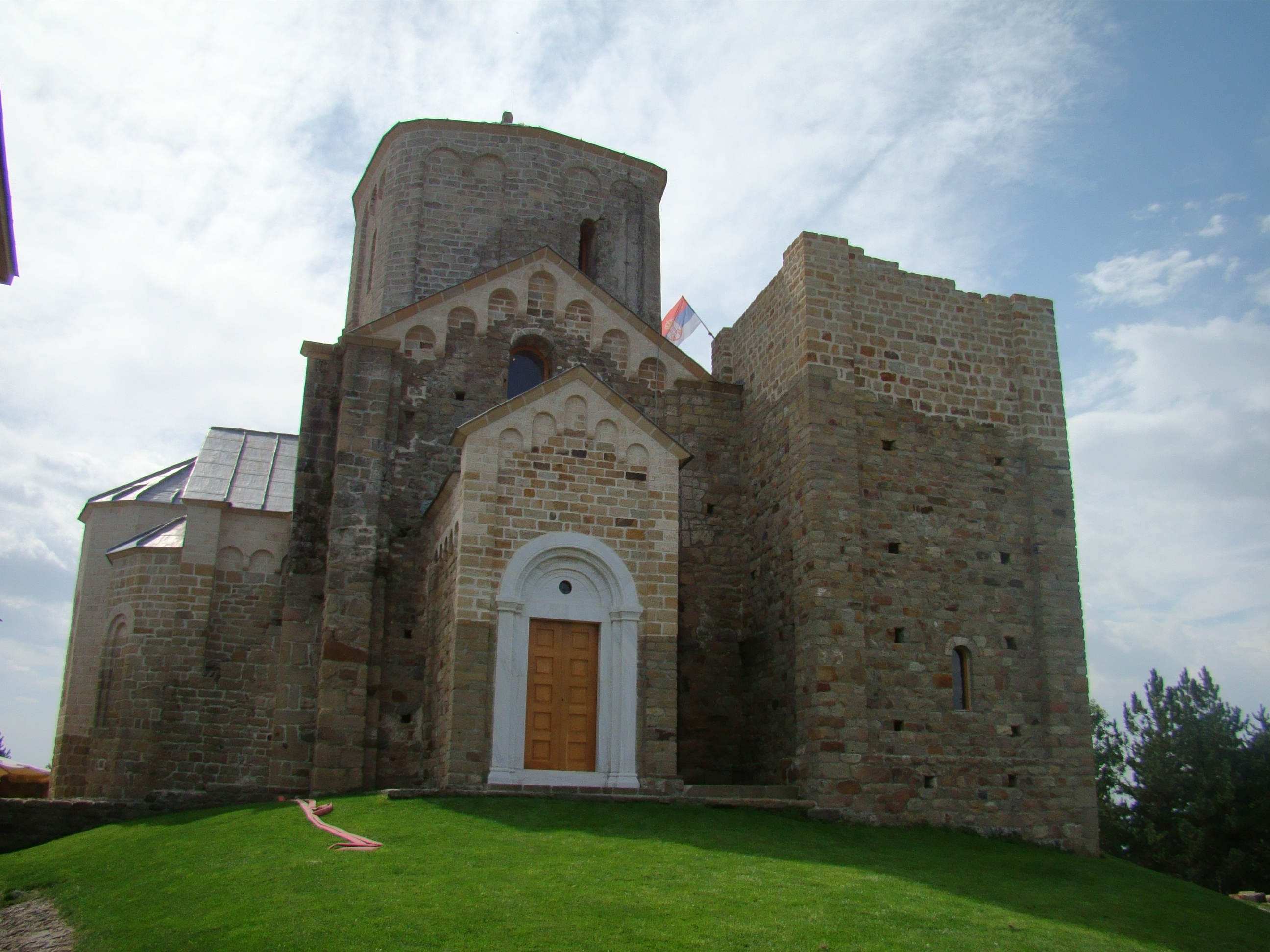
Đurđevi Stupovi